# Djatlov Pass hændelsen
Djatlov Pass hændelsen (Russisk: Гибель тургруппы Дятлова) henviser til den nat, hvor ni skiløbere/vandrere i de nordlige Uralbjerge,
blev dræbt af ukendte årsager mellem den 1. og 2. februar i 1959. Årsagerne til dødsfaldene er ukendte, og der er siden været flere forsøg på at finde konkrete svar på årsagerne. Man har blandt andet fundet ud af, at i løbet af den nat de 9 vandrere døde, har noget fået dem til at rive deres telte åbent indefra og flygte fra stedet. Det er blevet konkluderet, at de skader som ligene havde, ikke kunne være blevet udført af et menneske, hvorefter skaderne også blev sammenlignet med skader fra bilulykker. To af vandrerne havde kraniebrud og brækkede ribben, en anden vandrer havde mistet tungen, og alle døde af forfrysninger. Et kamera blev også fundet, hvilket antydede, at vandrerne også fik taget billeder.